# Ben Hammersley

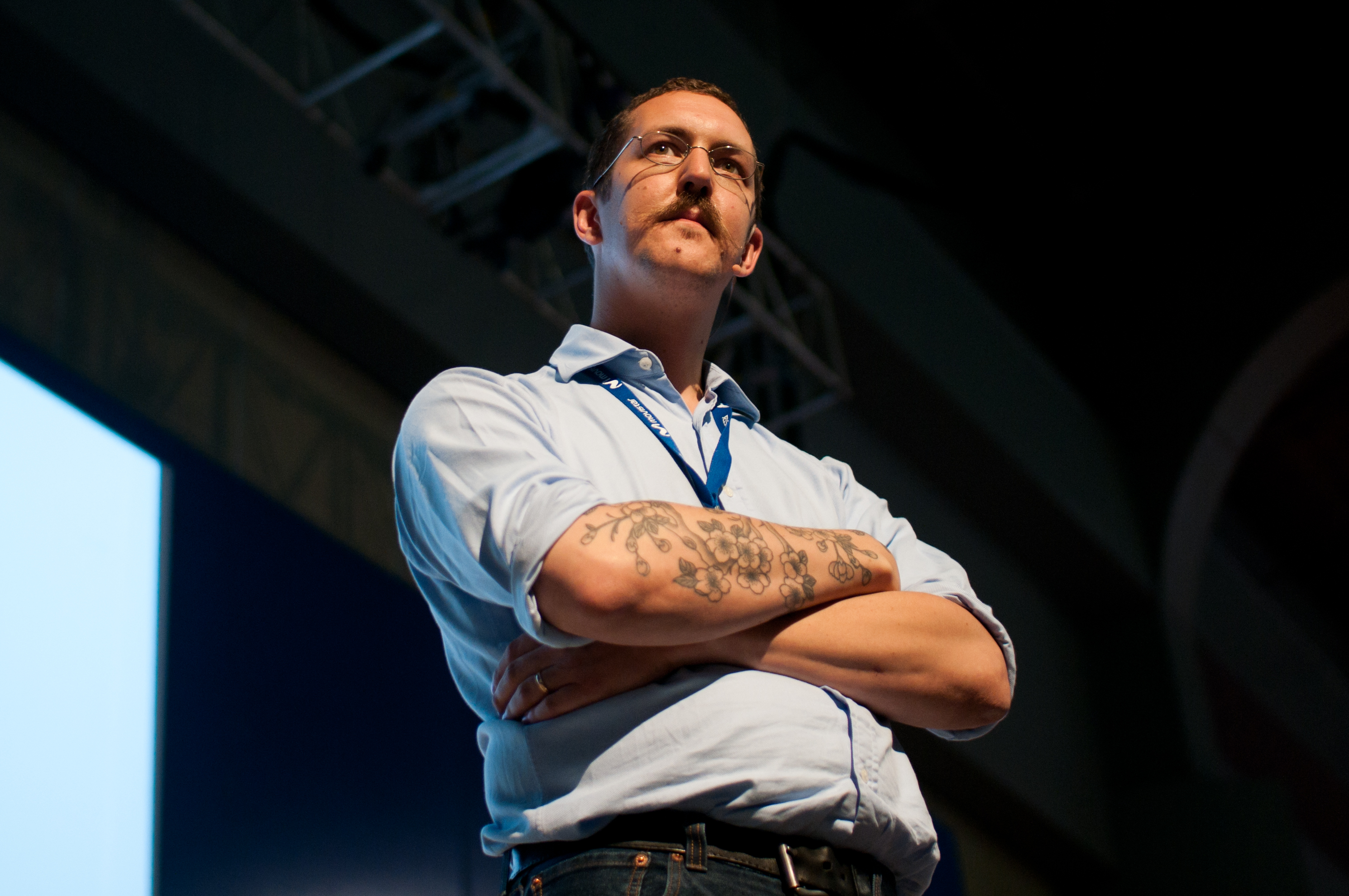

Ben Hammersley es un británico pionero en tecnologías de Internet, estratega y periodista, que actualmente vive a caballo entre Londres y Nueva York. Está especializado en los efectos de la era posdigital tras la aparición de Internet y en las necesidades de estrategia que surgieron como consecuencia.

## Trayectoria
Es editor general de la revista WIRED de la editorial Condé Nast en su edición del Reino Unido, jefe del departamento digital de SIX Creative y director de Dangerous Precedent. También trabaja como reportero autónomo para la BBC y asesor del Foreign and Commonwealth Office (Ministerio de asuntos exteriores y de la comunidad británica de naciones). Da conferencias e imparte clases por todo el mundo y hasta el momento ha publicado cinco libros.
Hammersley ha trabajado previamente como el primer periodista en Internet para The Times, trabajo por el que fue seleccionado en una de las categorías de los British Press Awards (Premios de la Prensa Británica). También ha sido reportero de The Guardian y ha trabajado en la división del Reino Unido de MSN. En los inicios de su carrera, se especializó en periodismo tecnológico, pero Hammersley también ha sido corresponsal en países peligrosos, como por ejemplo Irán y Afganistán. Tras viajar en secreto en 1999 para entrevistarse con Aung San Suu Kyi, líder de la oposición birmana y Premio Nobel de la Paz, Hammersley empezó a compaginar las corresponsalías de guerra con la innovación tecnológica, por lo que lo mismo informaba desde zonas de guerra que escribía libros técnicos para editoriales como O'Reilly Media. Se le acredita la invención de la palabra “'podcasting”, que posteriormente derivaría en “podcast” y “podcasts”, en 2004.
En 2010 hizo la presentación de The Journal of Post-Digital Geopolitics, que examina la geopolítica, la diplomacia, la seguridad y la estrategia internacional en la era de Internet. Está previsto que el primer número salga en enero de 2011.
También en 2010 se integra al equipo de Campus Party para dirigir la primera edición de Campus Party USA prevista para 2011.
Hammersley está afiliado a la RSA, es miembro del Savage Club y del Frontline Club así como de la Transatlantic Network 2020.